# لیمان (یوتا)
لیمان (به انگلیسی: Lyman) شهری در ایالت یوتا کشور ایالات متحده آمریکا است که جمعیت آن در سرشماری سال ۲۰۱۰ میلادی، ۲۵۸ نفر بوده‌است.